# Ashley Miles
Ashley Miles (San Antonio (Texas), 3 de marzo de 1985) es una gimnasta artística estadounidense, medallista de bronce del mundo en 2001 en el concurso por equipos.

## Carrera deportiva
En el Mundial celebrado en Gante (Bélgica) en 2001 consigue la medalla de bronce por equipos, tras Rumania (oro) y Rusia (plata), siendo sus compañeras de equipo: Tasha Schwikert, Katie Heenan, Tabitha Yim, Rachel Tidd y Mohini Bhardwaj.